# Рочестер (Њујорк)
Рочестер (енгл. Rochester) трећи је по величини град америчке савезне државе Њујорк. По попису становништва из 2020. у њему је живело 211.328 становника.
Рочестер се налази на ушћу реке Џенеси у језеро Онтарио. Град је познат по својим високим школама и универзитетима, међу којима су: Универзитет у Рочестеру (University of Rochester), Рочестерски институт технологије (Rochester Institute of Technology) и Истменова школа музике (Eastman School of Music).

## Демографија
Према попису становништва из 2010. у граду је живело 210.565 становника, што је 9.208 (4,2%) становника мање него 2000. године.
|                   | 2010.            | 2000.            |
| Укупно            | 210 565 (100,0%) | 219 773 (100,0%) |
| Афроамериканци    | 87 897 (41,74%)  | 84 717 (38,55%)  |
| Белци             | 79 178 (37,60%)  | 97 395 (44,32%)  |
| Хиспаноамериканци | 34 456 (16,36%)  | 28 032 (12,75%)  |
| Азијати           | 6 493 (3,084%)   | 4 943 (2,249%)   |
| Остали            | 2 541 (1,207%)   | 4 686 (2,132%)   |

## Партнерски градови
- Рен
- Вирцбург
- Калтанисета
- Реховот
- Краков
- Бамако
- Вотерфорд
- Велики Новгород
- Хамамацу
- Пуерто Плата
- Сјанјанг
- Алитус
- Модин